# Roccoman
Roccoman is een Nederlandse popgroep.

## Biografie
De band wordt in de zomer van 2001 opgericht en pas in mei 2003 vindt een eerste optreden plaats.  De oorspronkelijke bezetting bestond uit Toni Peroni (drums), The Buck (zang en gitaar), Wouter Heijster (toetsen en samplers) en Basco da Gama (Basgitaar). Enige nationale bekendheid wordt eind 2004 verworven als de band het nummer Here's Johnny covert. Dit was oorspronkelijk een gabber-househit van Hocus Pocus met de bekende sample van Jack Nicholson in The Shining. De clip werd in het najaar van 2004 vertoont op The Box en MTV.
Februari 2006 wordt Wouter, de toetsenist, ziek. Het blijkt een oorontsteking te zijn. Na een ziekbed van enkele weken voelt hij zich weer beter, maar onverwacht wordt hij later na een terugval opgenomen in het ziekenhuis. De oorontsteking blijkt niet te zijn genezen en is zelfs overgeslagen op zijn hersenen. Heijster overlijdt op 5 maart 2006.
De band besluit, ondanks het grote verlies, toch door te gaan. Er is wel een stilte van meer dan een jaar. In april 2007 wordt bekendgemaakt wordt dat de band terug is, in gewijzigde bezetting. 14 mei 2007 geeft de band een try-out optreden in Stairway to Heaven in Utrecht.